# 侯桂森
侯桂森（1954年10月—），中华人民共和国食用菌专家、全国脱贫攻坚先进个人。

## 生平
侯桂森任廊坊职业技术学院教授（退休），现为阜平县食用菌专家组组长、太行山食用菌研究院院长。因在脱贫攻坚战中作出突出贡献，2021年2月25日全国脱贫攻坚总结表彰大会上，侯桂森被授予“全国脱贫攻坚先进个人”。